# Liste der Straßennamen von Wiener Neustadt
Diese Liste bietet einen Überblick über die Straßen, Gassen und Plätze von Wiener Neustadt.

## A
- Ackergasse, von der Volksbadgasse nach Osten zur Mairegasse und weiter zur Werftgasse, 1923 benannt bei der Projektierung nach den damals unverbauten Äckern
- Adalbert-Stifter-Gasse, benannt nach dem Schriftsteller Adalbert Stifter
- Adele-Sandrock-Gasse, benannt nach der deutsch-niederländischen Schauspielerin Adele Sandrock
- Adlergasse, vorher Herrengasse, dann Am Grübel, dann Adlergasse nach dem ehemaligen großen Einkehrgasthaus Zum goldenen Adler
- Albert-Janetschek-Gasse, benannt nach dem Mundartdichter Albert Janetschek (1925–1997) aus Hochwolkersdorf
- Albrecht-Dürer-Gasse, benannt nach dem deutschen Maler Albrecht Dürer
- Alfred-Hochstätter-Gasse, benannt nach Alfred Hochstätter (1902–1944), Arbeiter der Raxwerke, als Widerstandskämpfer zum Tode verurteilt und im Zuchthaus München-Stadelheim hingerichtet.
- Alfred-Neubauer-Gasse, benannt nach dem deutschen Automobilrennfahrer Alfred Neubauer
- Alfred-Pischof-Gasse, benannt nach dem österreichischen Flugpionier Alfred von Pischof
- Allerheiligengasse, -
- Allerheiligenplatz, -
- Alois-Wrubel-Gasse, benannt nach dem Maler und Bildhauer Alois Wrubel
- Alramsgasse, -
- Altabachgasse, benannt nach dem dort fließenden Altabach, der in den Fischabach mündet
- Am Akademiepark, benannt nach dem Park innerhalb der Mauern der Burg in Wiener Neustadt, in der heute die Theresianische Militärakademie untergebracht ist
- Am Dreidrescherteich, -
- Am Fischa-Ufer, benannt nach der vorbeifließenden Warmen Fischa
- Am Fohlenhof, benannt nach dem von Graf Kinsky 1798 im Akademiepark errichteten Fohlenhof

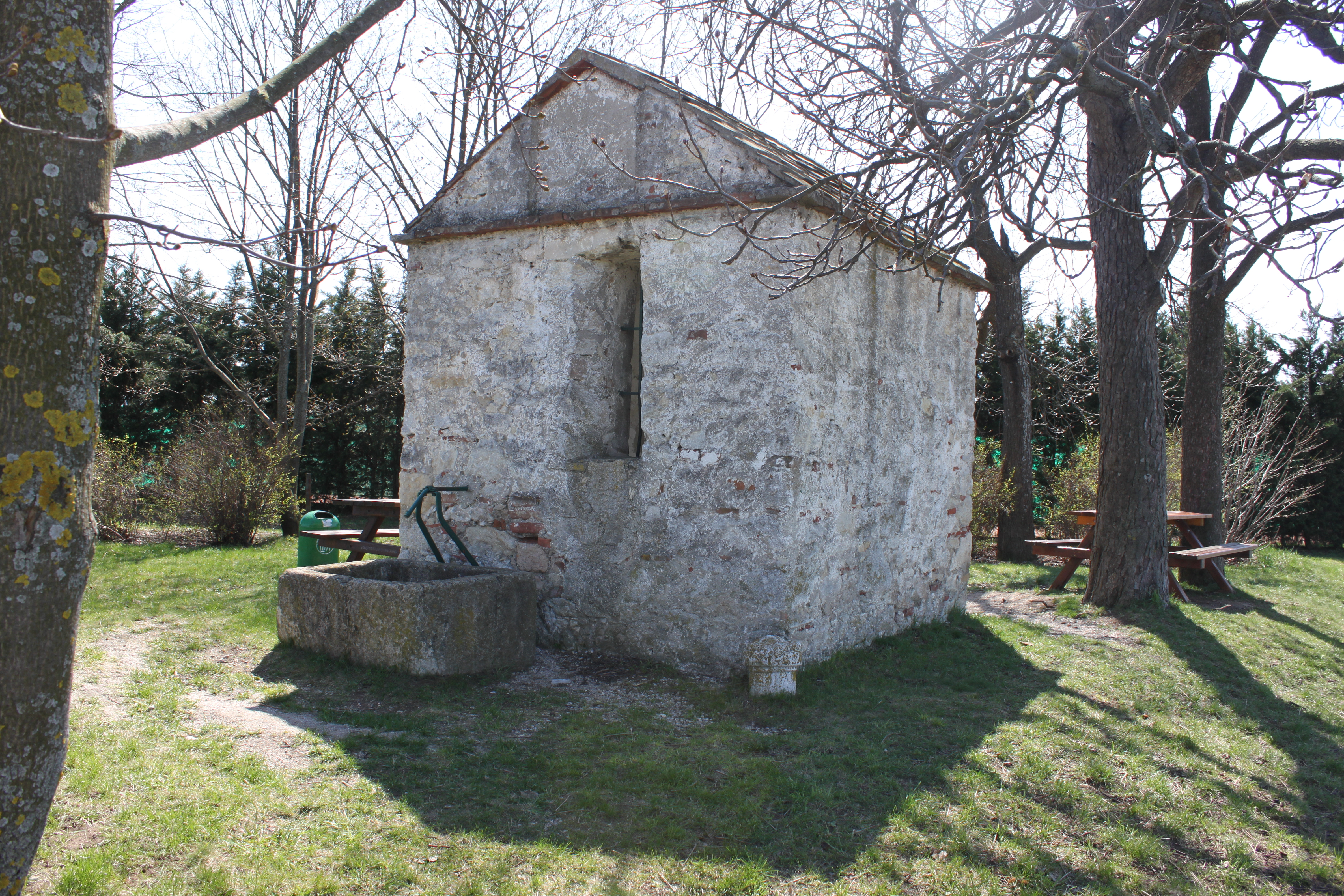
Am Haidbrunnen mit Brunnengebäude (2013)

- Am Haidbrunnen, benannt nach dem Haidbrunnen
- Am Heuweg, -
- Am Kanal, benannt nach dem früher dort bis zum ehemaligen Hafen verlaufenden Wiener Neustädter Kanal
- Am Kehrbach, benannt nach dem dort fließenden Kehrbach
- Am Kleinen Lazarett, benannt nach dem so genannten Teil des Ungarviertels
- Am Krebsenbachl, benannt nach dem heute zugeschütteten Krebsenbachl
- Am Kriegsspital, benannt nach dem Kriegsspital genannten Teil der Josefstadt (Döttelbacher Siedlung)
- Am Luckerweg, -
- Am Reitweg, -
- Am Schafflerhof, 1954 benannt nach dem Schafflerhof, ein Weg von Lichtenwörth bis zur Schafflerwegbrücke
- Am Triangel, benannt nach dem so genannten Teil des Ungarviertels
- An der Hohen Brücke, benannt nach der Brücke über den Wiener Neustädter Kanal
- An der Kehrbachbrücke, benannt nach der dortigen Brücke über den Kehrbach
- An der Zeiselmauer, benannt nach der Stadtmauer
- Andraegasse, benannt nach Christoph Andrä, der in Wiener Neustadt 1787 eine Textilindustrie etablierte
- Anemonenseestraße, benannt nach dem nahegelegenen Anemonensee
- Anna-Rieger-Gasse, -
- Annagasse, -
- Anton-Afritsch-Gasse, benannt nach dem Initiator der Kinderfreunde-Bewegung, dem österreichischen Journalisten und Politiker Anton Afritsch
- Anton-Bruckner-Gasse, benannt nach dem österreichischen Komponisten Anton Bruckner
- Anton-Stadler-Gasse, -
- Anzengrubergasse, benannt nach dem österreichischen Schriftsteller Ludwig Anzengruber
- Arbeitergasse, -
- Arbeiterheimgasse, - benannt nach dem Arbeiterheim, das hier bis in die 60er Jahre stand
- Arbeiterturnverein-Weg, -
- Arndtgasse, -
- Arnold-Schönberg-Gasse, benannt nach dem US-amerikanischen Komponisten österreichischer Herkunft Arnold Schönberg
- Aspanger Zeile, benannt nach der Gemeinde Aspang
- Auf der Heide, benannt nach Heide, dem unverbauten Gebiet nordwestlich der Stadt
- Augasse, benannt nach der nahegelegenen Schmuckerau am Fischabach
- Augustingasse, -
- Äußere Bahnzeile, benannt nach der dort verlaufenden Südbahn
- Äußere Dammgasse, benannt nach der dort verlaufenden Südbahn, die etwas oberhalb des Straßenniveaus liegt
- Äußere Maximiliangasse, südlicher Teil der Maximiliangasse, der nicht mit dieser zusammenhängt. Die Maximiliangasse wiederum ist benannt nach Kaiser Maximilian
- Ausstellungsgasse, benannt nach dem ehemaligen Ausstellungsgelände zwischen Raugasse und Wiener Straße
- Auwinkel, benannt nach dem nahegelegenen Erholungsgebiet Schmuckerau
- Aviatikergasse, benannt nach den Aviatikern, also den Fliegern

## B
- Babenbergerring, benannt nach dem österreichischen Herzogsgeschlecht der Babenberger
- Badener Straße, benannt nach der Stadt Baden
- Bahngasse, benannt nach der Bahn bzw. dem Bahnhof, zu dem diese führt
- Bahnhofplatz, benannt nach dem Bahnhof
- Barbaragasse, -
- Bartholomeusgasse, -
- Bauergasse, -
- Baumgartgasse, -
- Baumkirchner Ring, benannt nach Andreas Baumkircher, der 1452 die Stadt im Norden verteidigte
- Baurat-Schwarz-Gasse, benannt nach dem großherzoglich-badischen Baurat Karl August Schwarz
- Beethovengasse, benannt nach dem deutschen Komponisten Ludwig van Beethoven
- Bei den Scheuern, -
- Berninigasse, benannt nach dem italienischen Bildhauer Gian Lorenzo Bernini
- Bertha-von-Suttner-Gasse, benannt nach der österreichischen Schriftstellerin Bertha von Suttner
- Birkengasse, benannt nach der gleichnamigen Pflanzengattung der Birken
- Blätterstraße, -
- Bleriotgasse, benannt nach dem französischen Flugpionier und ersten Menschen, der mit einem Flugzeug den Ärmelkanal überflog, Louis Blériot
- Blumauer Weg, benannt nach der Gemeinde Blumau im Bezirk Baden
- Blumengasse, -
- Böheimgasse, benannt nach dem österreichischen Waffenhistoriker Wendelin Boeheim
- Boomsgasse, -
- Bösendorfergasse, benannt nach dem Wiener Klavierbauer Ignaz Bösendorfer
- Bräuhausgasse, benannt nach dem ehemaligen Brauhof Wiener Neustadt
- Bräunlichgasse, benannt nach Karl Friedrich Bräunlich, der 1787 in Wiener Neustadt eine Textilindustrie etablierte
- Breitenauer Gasse, benannt nach der vom Wiener Neustädter Zentrum aus in dieser Richtung gelegenen Gemeinde Breitenau
- Brodtischgasse, -
- Brombeergasse, benannt nach der gleichnamigen Pflanzengattung
- Brückengasse, -
- Brüder-Renner-Gasse, benannt nach den Renner-Buben, Pionieren der österreichischen Luftfahrt
- Brunner Straße, benannt nach der Ortschaft Brunn an der Schneebergbahn
- Burgenlandgasse, benannt nach dem Bundesland Burgenland
- Bürgermeister-Dr.-Haberl-Gasse, benannt nach dem Wiener Neustädter Bürgermeister Dr. Karl Haberl, der von 1886 bis 1897 amtierte
- Bürgermeister-Jakob-Hayden-Gasse, -
- Burggasse, benannt nach der Burg
- Burgplatz, benannt nach der Burg
- Burkhardgasse, benannt nach der dortigen Villa Burkhard, die wiederum nach dem Drahtstiftfabrikanten Heinrich Burkhard benannt ist

## C
- Carl-Zeller-Gasse, benannt nach dem österreichischen Juristen Carl Zeller
- Cignaroligasse, benannt nach dem italienischen Maler Gianbettino Cignaroli, der das Hochaltarbild im Dom von Wiener Neustadt gestaltete
- Colligasse, benannt nach François Coli, der 1927 gemeinsam mit Charles Nungesser beim Versuch, den Atlantik noch vor Charles Lindbergh zu überqueren, scheiterte.
- Corvinusring, benannt nach dem ungarischen König (1458–1490) Matthias Corvinus

## D
- Dachensteingasse, benannt nach der Burgruine Dachenstein
- Daimlergasse, benannt nach dem deutschen Ingenieur Gottlieb Daimler
- Dammgasse, benannt nach dem hier befindlichen Bahndamm der Südbahn
- Dänklgasse, benannt nach dem Co-Stifter der gleichnamigen Kapelle in der Wiener Straße Friedrich Dänkl
- De-Cente-Gasse, benannt nach dem Wiener Neustädter Tonwarenfabrikanten Joseph De Cente
- Deutschgasse, -
- Dexelgasse, -
- Dietrichgasse, benannt nach dem männlichen Vornamen Dietrich
- Dir.-Dr.-Mayer-Gasse, -
- Dir.-Eduard-Wedl-Gasse, benannt nach dem ehem. Direktor der Wiener Neustädter Sparkasse und Gründer des Wiener Neustädter Musikvereins Eduard Wedl
- Dir.-Heinrich-Weghofer-Gasse, -
- Dir.-Schau-Gasse, -
- Domgasse, benannt nach dem Dom von Wiener Neustadt
- Domplatz, benannt nach dem Dom von Wiener Neustadt
- Döttelbachgasse, benannt nach dem auch Kriegsspital genannten Teil der Josefstadt namens Döttelbacher Siedlung
- Dr.-Alexander-Schärf-Straße, benannt nach dem Kaffeemaschinenunternehmer Alexander Schärf
- Dr.-Arthur-Hochstetterplatz, -
- Dr.-Beirer-Gasse, benannt nach dem Wiener Neustädter Rechtsanwalt Jörg Beirer
- Dr.-Eckener-Gasse, benannt nach dem deutschen Luftschiffkonstrukteur Hugo Eckener
- Dr.-Habermayer-Gasse, -
- Dr.-Ludmilla-Weippl-Gasse, benannt nach der Ärztin Ludmilla Weippl, die u. a. Betriebsärztin der Wiener Neustädter Flugzeugwerke war
- Dr.-Oertel-Gasse, benannt nach dem Dramatiker und Schriftsteller Dr. Rudolf Oertel
- Dr.-Richard-Fröhlich-Gasse, -
- Dr.-Waldstein-Gasse, benannt nach dem ehem. Vizepräsidenten des Kreisgerichtes Wr. Neustadt, Dr. Wilhelm Waldstein
- Drehergasse, benannt nach dem Beruf des Drehers
- Dreipappelstraße, benannt nach den hier zu findenden (ursprünglich wohl drei) Pappeln
- Dreisporengasse, -

## E
- Ebenfurther Gasse, benannt nach der Stadt Ebenfurth
- Ebereschenweg, benannt nach dem gleichnamigen Laubbaum
- Eberhardgasse, -
- Eckgasse, - benannt nach dem Knick in der Mitte dieser Gasse
- Eduard-Fischer-Gasse, benannt nach dem österreichischen Unternehmer Eduard Fischer
- Eggendorfer Gasse, benannt nach der Gemeinde Eggendorf
- Eichbüchler Gasse, benannt nach dem Katzelsdorfer Ortsteil Eichbüchl
- Eisengasse, benannt nach dem chemischen Element Eisen
- Elektrikerweg, benannt nach dem gleichnamigen Beruf
- Emil-Ertl-Gasse, benannt nach dem österreichischen Dichter Emil Ertl
- Emil-Jellinek-Gasse, benannt nach dem österreichisch-ungarischen Geschäftsmann und Diplomaten Emil Jellinek
- Emmerberggasse, benannt nach der Burgruine Emmerberg
- Emmerich-Kalman-Gasse, benannt nach dem ungarischen Komponisten Emmerich Kálmán
- Engelbrechtgasse, benannt nach dem ehem. Bischof von Wiener Neustadt, Peter Engelbrecht
- Erlacher Gasse, benannt nach der Gemeinde Bad Erlach
- Erlengasse, benannt nach der gleichnamigen Pflanzengattung
- Ernst-Wurm-Gasse, benannt 1972 nach dem Schriftsteller Ernst Wurm
- Eschengasse, benannt nach den zahlreichen Eschen, welche einst zum Baumbestand der Fischa-Auen zählten
- Etrichgasse, benannt nach dem österreichischen Piloten Igo Etrich. Etrich war der erste Mieter des am 26. Juli 1909 fertiggestellten Hangars am Flugfeld
- Europaallee, benannt nach dem Kontinent Europa
- Eyerspergring, -
- Ezilingasse, -

## F
- Fahringergasse, benannt nach dem österreichischen Maler Carl Fahringer
- Fasangasse, -
- Felbergasse, -
- Feldweg im Ried Am Tiefen Weg, -
- Felixdorfer Gasse, benannt nach der Gemeinde Felixdorf
- Ferdinand-Ebner-Gasse, benannt nach dem Wiener Neustädter Philosophen Ferdinand Ebner
- Ferdinand-Graf-von-Zeppelin-Straße, benannt nach dem deutschen Luftschiffkonstrukteur Ferdinand Graf von Zeppelin
- Ferdinand-Porsche-Ring, benannt nach dem österreichisch-deutschen Automobilkonstrukteur Ferdinand Porsche
- Feuerwerkergasse, benannt nach der ehemaligen Feuerwerksanstalt Wöllersdorf
- Feuerwerksanstalt, benannt nach der ehemaligen Feuerwerksanstalt
- Fischabachgasse, benannt nach dem Fischabach
- Fischauer Gasse, benannt nach der Nachbarortschaft Bad Fischau
- Fischauer Grenzweg, benannt nach der hier verlaufenden Grenze zu Bad Fischau
- Fischelgasse, benannt nach dem Gründer der Fischelkolonie
- Fliedergasse, benannt nach der Pflanzengattung Flieder
- Fliegergasse, benannt nach den Fliegern
- Flotowgasse, benannt nach dem deutschen Opernkomponisten Friedrich von Flotow
- Flugfeldgürtel, benannt nach dem Wiener Neustädter Stadtteil Flugfeld
- Flurweg, -
- Föhrenseestraße, benannt nach dem Föhrensee
- Föhrenwaldgasse, benannt nach dem Föhrenwald südlich von Wiener Neustadt
- Formerweg, benannt nach dem ehemaligen Beruf des Formers
- Fourlanigasse, benannt nach dem Wr. Neustädter Landesphysikus Dr. Andreas Fourlani
- Francesco-Solimena-Weg, benannt nach dem italienischen Maler Francesco Solimena
- Franz-Birbaumer-Gasse, benannt nach dem österreichischen Politiker Franz Birbaumer
- Franz-Brodinger-Gasse, benannt nach dem ehem. Waldegger Volksschuldirektor Franz Brodinger
- Franz-Erntl-Gasse, benannt nach dem österreichischen Maler Franz Erntl
- Franz-Gruber-Gasse, benannt nach dem österreichischen Komponisten Franz Xaver Gruber
- Franz-Johann-Leitner-Gasse, benannt nach dem Volksdichter Franz Johann Leitner
- Franz-Kober-Gasse, -
- Franz-Lehar-Gasse, benannt nach dem österreichischen Komponisten Franz Lehár
- Franz-Liszt-Gasse, benannt nach dem ungarischen Komponisten Franz Liszt
- Franz-Mannsbarth-Gasse, benannt nach dem österr. Luftfahrtpionier Franz Mannsbarth
- Franz-Schubert-Gasse, benannt nach dem österr. Komponisten Franz Schubert
- Franz-Theodor-Csokor-Gasse, benannt nach dem österr. Dramatiker und Schriftsteller Franz Theodor Csokor
- Franz-von-Furtenbach-Straße, benannt nach dem Gründer der Furtenbach GmbH, Franz Erasmus von Furtenbach
- Fräserweg, benannt nach dem Beruf des Fräsers
- Frauengasse, benannt nach den Frauen
- Freiligrathgasse, benannt nach dem deutschen Dichter Ferdinand Freiligrath
- Friedrich-Holzer-Gasse, benannt nach dem ehem. Direktor der Stadtbibliothek Friedrich Holzer
- Friedrich-Ludwig-Jahn-Gasse, benannt nach dem Initiator der deutschen Turnbewegung Friedrich Ludwig Jahn
- Friedrichsgasse, benannt nach Kaiser Friedrich III.
- Fritz-Haiden-Gasse, -
- Fritz-Heindl-Gasse, -
- Fritz-Kuhn-Gasse, benannt nach dem Rennfahrer und Mitarbeiter bei Austro Daimler Fritz Kuhn
- Fritz-Pregl-Gasse, benannt nach dem österreichischen Chemiker Fritz Pregl
- Fritz-Radel-Gasse, benannt nach dem ehem. Wr. Neustädter Musikprofessor Fritz Radel
- Frohsdorfer Straße, benannt nach dem Frohsdorf genannten Teil der Gemeinde Lanzenkirchen

## G
- Gabelsbergergasse, benannt nach dem deutschen Erfinder Franz Xaver Gabelsberger
- Gärbergasse, -
- Gartengasse, -
- Gauermanngasse, benannt nach dem österreichischen Maler Friedrich Gauermann
- Georg-Auer-Gasse, benannt nach dem Wiener Journalisten Georg Auer
- Gerasdorfer Gasse, benannt nach Gerasdorf am Steinfeld, einer Katastralgemeinde von St. Egyden am Steinfeld
- Ghegagasse, benannt nach dem österreichischen Ingenieur und Erbauer der Semmeringbahn Carl von Ghega
- Gießergasse, benannt nach dem ehem. Beruf des Gießers, siehe dazu Glockengießerei Hilzer
- Gießhübelgasse, benannt nach dem Gießhübel genannten Flur im Süden Wiener Neustadts
- Gilmgasse, -
- Giltschwertgasse, -
- Ginstergasse, benannt nach der Pflanzengattung Ginster
- Glockenheidegasse, benannt nach der Glocken-Heide, einem Heidekrautgewächs
- Gottfriedgasse, benannt nach dem Männernamen Gottfried
- Grabengasse, -
- Grandlgasse, -
- Grazer Straße, benannt nach der Stadt Graz
- Grenzweg, wegen der nahen Grenze zu Eggendorf so genannt
- Grillparzergasse, benannt nach dem österr. Schriftsteller Franz Grillparzer
- Gröhrmühlgasse, -
- Grübelgasse, -
- Grubengasse, -
- Grünangergasse, -
- Grünbeckgasse, benannt nach Heinrich Grünbeck, ehemaliger Abt von Stift Heiligenkreuz
- Günser Straße, benannt nach der ungarischen Stadt Güns
- Günthergasse, benannt nach dem männl. Vornamen Günther
- Gustav-Festenberg-Gasse, benannt nach dem österreichischen Lyriker Gustav von Festenberg
- Gustav-Mahler-Gasse, benannt nach dem österreichischen Komponisten Gustav Mahler
- Gutensteiner Straße, benannt nach der Gemeinde Gutenstein
- Gymelsdorfer Straße, benannt nach dem Gymelsdorfer Vorstadt genannten Stadtteil Wiener Neustadts

## H
- Haderäckerweg, -
- Haggenmüllergasse, benannt nach Johann Baptist Haggenmüller (?–1780), Bürgermeister von Wiener Neustadt
- Haidbrunngasse; benannt nach dem Am Haidbrunnen genannten Gebiet im Süden des Zehnerviertels
- Hallengasse, -
- Hamerlinggasse, benannt nach dem österreichischen Dichter Robert Hamerling
- Hammerbachgasse, benannt nach dem Hammerbach genannten Nebenarm der Warmen Fischa
- Hans-Grünseis-Gasse, benannt nach dem Wiener Neustädter Maler Hans Grünseis
- Hans-Kudlich-Gasse, benannt nach dem österreichischen Arzt und Politiker Hans Kudlich
- Hans-Otto-Stagl-Gasse, benannt nach dem österreichischen Luftfahrtingenieur Hans Otto Stagl
- Hans-Sachs-Gasse, benannt nach dem Nürnberger Dichter Hans Sachs
- Hans-Umlauf-Weg, -
- Hans-Vonmetz-Gasse, benannt nach dem österreichischen Maler und Bildhauer Hans Vonmetz
- Hardlgasse, -
- Hartiggasse, benannt nach dem Zuckerfabrikanten Eugen Hartig
- Hauptplatz, wichtigster Platz und Zentrum Wiener Neustadts
- Heidegasse, benannt nach der Heide zwischen Wiener Neustadt, Wöllersdorf-Steinabrückl und Felixdorf
- Heidemühlgasse, benannt nach der ehem. Heidemühle bei Steinabrückl
- Heimkehrerstraße, vorher Kochgasse, 1976 anlässlich eines Heimkehrertreffens benannt nach den aus Russland heimgekehrten Kriegsgefangenen nach dem Zweiten Weltkrieg, die hier am Bahnhof Wiener Neustadt ankamen
- Heinrich-Bier-Weg, benannt nach dem Flugzeugkonstrukteur Heinrich Bier
- Heinrich-Heine-Gasse, benannt nach dem deutschen Dichter Heinrich Heine
- Heinrich-Pichler-Gasse, -
- Heinrich-Sauer-Gasse, -
- Heinrich-von-Neustadt-Gasse, benannt nach dem mittelhochdeutschen Epiker und Arzt Heinrich von Neustadt
- Heinzelgasse, -
- Heizergasse, benannt nach dem Berufsbild des Heizers
- Hermanngasse, benannt nach dem Vornamen Hermann
- Hernsteiner Weg, benannt nach der Gemeinde Hernstein
- Herrengasse, benannt nach den Herren
- Herzog-Leopold-Straße, vorher Neugasse, 1890 benannt nach dem Babenberger-Herzog Leopold V., der mit dem Lösegeld für Richard Löwenherz die Stadt Wiener Neustadt gründete
- Heugasse, benannt nach dem Heu
- Heunogasse, -
- Himmelbachgasse, benannt nach dem heute zugeschütteten Himmelbach
- Hinterstoissergasse, benannt nach dem österreichischen Flugpionier Franz Hinterstoisser
- Hochburggasse, -
- Höfelgasse, benannt nach dem österreichischen Kupferstecher Blasius Höfel
- Höfleiner Gasse, benannt nach der Gemeinde Höflein an der Hohen Wand
- Hofrat-Dr.-Rudolz-Gasse, benannt nach dem Musikprofessor Rudolf Rudolz
- Höggerlgasse, benannt nach dem Lokalhistoriker Adolf Höggerl
- Hohe-Wand-Gasse, benannt nach der Hohen Wand
- Höllesweg, benannt nach der Katastralgemeinde Hölles in Matzendorf-Hölles
- Hubertusgasse, benannt nach dem Vornamen Hubertus
- Hubsteingasse, -
- Hussargasse, -

## I
- Illnergasse, benannt nach dem österreichischen Flugpionier Karl Illner
- Im Föhrenwald, benannt nach dem im Süden von Wiener Neustadt befindlichen Föhrenwald
- In der Schmuckerau, benannt nach der Schmuckerau, einem Erholungsgebiet in Wiener Neustadt
- Industriegasse, benannt nach der in und um Wiener Neustadt situierten Industrie

## J
- J.-W.-Ganglberger-Gasse, benannt nach österreichischen Musikdirektor Johann Wilhelm Ganglberger
- Johann-Giefing-Straße, -
- Johann-Nepomuk-Fronner-Gasse, benannt nach dem ehem. Wiener Neustädter Magistratrats Johann Nepomuk Fronner
- Johann-Patzelt-Gasse, -
- Johann-Schandl-Gasse, -
- Johann-Strauß-Gasse, benannt nach dem österreichischen Komponisten Johann Strauß
- Johann-Tscherte-Gasse, benannt nach dem österreichischen Architekten Hans Tscherte
- Johannes-Gutenberg-Straße, benannt nach dem deutschen Erfinder des Buchdrucks Johannes Gutenberg
- Johannesgasse, benannt nach dem Vornamen Johannes
- Josef-Adamcik-Gasse, benannt nach dem Maler Josef Adamcik, der ein Wandbild und drei Gemälde in St. Anton am Flugfeld schuf
- Josef-Bierenz-Gasse, benannt nach Josef Bierenz; er baute 1890 eine Parkbahn im Wiener Prater, die Vorläuferin der Liliputbahn
- Josef-Feichtinger-Gasse, -
- Josef-Kuckertz-Gasse, benannt nach dem Musikwissenschaftler Josef Kuckertz
- Josef-Matthias-Hauer-Gasse, benannt nach dem österreichischen Komponisten Josef Matthias Hauer
- Josef-Mohr-Gasse, -
- Josef-Schrammel-Gasse, benannt nach dem österreichischen Musiker und Komponisten Josef Schrammel
- Josefsplatz, benannt nach Kaiser Franz Joseph
- Julia-Rauscha-Gasse, benannt nach der österreichischen Politikerin Julie Rauscha
- Julius-Leopold-Kinner-Gasse, benannt nach dem österreichischen Buchbinder und Kommunalpolitiker Julius Kinner
- Julius-Willerth-Gasse, -

## K
- Kaiserbrunngasse, benannt nach dem Kaiserbrunnen in Wiener Neustadt
- Kaisersteingasse, benannt nach dem zweithöchsten Schneeberg-Gipfel Kaiserstein
- Kammanngasse, benannt nach dem ehem. Bürgermeister von Wiener Neustadt Franz Kammann
- Karl-Graf-Gasse, benannt nach dem Maler und Lehrer Karl Graf
- Karl-Ludovsky-Park, auch Bürgermeistergarten, an der Petersgasse
- Karl-Palka-Gasse, -
- Karolinengasse, -
- Kaserngasse, benannt nach der hier gelegenen Bechtolsheim-Kaserne
- Katzelsdorfer Straße, benannt nach der Nachbargemeinde Katzelsdorf
- Kernstockgasse, -
- Keßlergasse, -
- Khleslgasse, benannt nach dem früheren Bischof von Wiener Neustadt und Wien Melchior Khlesl
- Kindlergasse, -
- Kischingergasse, benannt nach dem ehemaligen Bürgermeister von Wiener Neustadt Christoph Kischinger
- Kleegasse, benannt nach der Pflanzengattung Klee
- Kleingasse, diese Gasse ist sehr kurz
- Klenggasse, benannt nach einer ehemaligen Klenganstalt
- Köhlgasse, benannt nach dem deutschen Flugpionier Hermann Köhl
- Kolkengasse, benannt nach Kolk, einer kleinen Vertiefung am Grund strömender Gewässer
- Kollonitschgasse, benannt nach dem österreichisch-ungarischen Adelsgeschlecht Kollonitsch
- Kolowratgasse, benannt nach dem österreichischen Filmpionier Sascha Kolowrat-Krakowsky
- Komarigasse, -
- Komzakgasse, benannt nach dem österreichisch-tschechischen Komponisten Karl Komzák junior
- Kornblumengasse, benannt nach der gleichnamigen Pflanzenart
- Kornmühlengasse, -
- Kranzlgasse, -
- Kreßgasse, -
- Kreuzgasse, benannt nach der benachbarten Spinnerin am Kreuz
- Krickelgasse, -
- Krischgasse, benannt nach dem einzigen Todesopfer der Payer-Weyprecht-Expedition Otto Krisch (18745-1874)
- Krumpöckgasse, -
- Kunzgasse, -
- Kupelwiesergasse, benannt nach dem österreichischen Maler Leopold Kupelwieser
- Kurt-Ingerl-Gasse, mit Gemeinderatbeschluss vom 29. Juni 2005 benannt nach dem Bildhauer Kurt Ingerl
- Kurze Gasse, im Zentrum von Wiener Neustadt gelegen und so genannt, weil sie die kürzeste von drei Gassen ist

## L
- Lachtengasse, -
- Lackiererweg, benannt nach dem Beruf des Lackierers
- Lagergasse, benannt nach dem dortigen Lagerhaus Wiener Neustadt
- Lambert-Pöcher-Gasse, benannt nach dem Rennfahrer und Mitarbeiter von Austro-Daimler Lambert Pöcher
- Lange Gasse, im Zentrum von Wiener Neustadt gelegen und die längste von drei Gassen
- Lannergasse, benannt nach dem österreichischen Komponisten Joseph Lanner
- Lanzenkirchner Trift, benannt nach der in Richtung Lanzenkirchen gelegenen Trift
- Laubegasse, -
- Lazarettgasse, nach dem Kleinen Lazarett benannt, einem Teil des Ungarviertels
- Lederergasse, benannt nach den Lederermeistern, die sich in der Gasse angesiedelt hatten
- Leithafeldgasse, benannt nach dem Leithafeld, einem Teil des Ungarviertels
- Leithakoloniestraße, benannt nach der an der Leitha gelegenen Siedlung
- Leithamühlgasse, -
- Leithasandgasse, -
- Lenaugasse, benannt nach dem österreichischen Schriftsteller Nikolaus Lenau
- Leubleingasse, -
- Leutoldgasse, benannt nach dem steirischen Ministerialen Leutold I.
- Libellengasse, benannt nach der Gattung der Libellen
- Lichtenwörther Gasse, benannt nach der Nachbargemeinde Lichtenwörth
- Liese-Prokop-Weg, ehemals Hinter der Zeiselmauer, 2007 nach dem Tod der österreichischen Politikerin Liese Prokop so genannt
- Lilienthalgasse, benannt nach dem deutschen Luftfahrtpionier Otto Lilienthal
- Lilly-Steinschneider-Gasse, benannt nach der ungarischen Pilotin Lilly Steinschneider
- Lindberghgasse, benannt nach dem US-amerikanischen Piloten Charles Lindbergh, der als Erster allein nonstop den Atlantik von New York nach Paris überflog
- Linke Kanalzeile, benannt nach dem Wiener Neustädter Kanal, an dessen linkem Ufer die Gasse entlangführt
- Lise-Meitner-Straße, benannt nach der österr. Kernphysikerin Lise Meitner
- Locatelligasse, benannt nach dem italienischen Komponisten Pietro Locatelli
- Lokomotivstraße, benannt nach der ehem. Wiener Neustädter Lokomotivfabrik
- Lorenzgasse, -
- Luchspergergasse, benannt nach dem spätgotischen Bildhauer Lorenz Luchsperger
- Lucie-Caroline-Reiner-Weg, -
- Ludwig-Boltzmann-Straße, benannt nach dem österreichischen Physiker Ludwig Boltzmann
- Luise-Kadletz-Weg, benannt nach der Malerin Luise Kadletz

## M
- Mahleitengasse, - benannt nach der Malleiten in den Fischauer Bergen
- Mairegasse, -
- Mandlinggasse, benannt nach der Hohen Mandling
- Margeritengasse, benannt nach der Pflanzengattung der Margeriten
- Maria-Theresien-Ring, benannt nach der österreichischen Fürstin, Erzherzogin von Österreich und Königin von Ungarn, Maria Theresia
- Marie-Curie-Straße, benannt nach der polnisch-französischen Physikerin Marie Curie
- Marktgasse, -
- Martin-Altomonte-Gasse, benannt nach dem Barockmaler Martino Altomonte
- Martinsgasse, -
- Mathias-Derdak-Gasse, -
- Matthias-Schönerer-Gasse, benannt nach dem österreichischen Eisenbahnpionier Mathias von Schönerer
- Matzendorfer Gasse, benannt nach der Ortschaft Matzendorf
- Maximiliangasse, benannt nach Kaiser Maximilian
- Merbotogasse, benannt nach Merboto, dem ersten urkundlich erwähnten Stadtoberhaupt Wiener Neustadts
- Messenhausergasse, benannt nach dem österreichischen Offizier und Schriftsteller Wenzel Messenhauser
- Miesenbachgasse, benannt nach der Gemeinde Miesenbach
- Mießlgasse, benannt nach dem ehem. Bürgermeister Felix Mießl und Gründer der Gemeinde Felixdorf
- Millergasse, -
- Millöckergasse, benannt nach dem österreichischen Komponisten Carl Millöcker
- Mittelweg, -
- Mittlere Gasse, so genannt, weil sie die von der Länge her die mittlere der von drei Gassen im Zentrum Wiener Neustadts ist
- Mitterfeldgasse, -
- Mohnblumengasse, benannt nach der Mohnblume
- Molkereistraße, benannt nach der ehem. MOGROS Molkerei Wiener Neustadt, heute Teil der NÖM mit Sitz in Baden
- Mollramgasse, benannt nach der Ortschaft Mollram
- Monheimer Gasse, benannt nach der Wiener Neustädter Partnerstadt Monheim am Rhein
- Moorgasse, benannt nach dem Nasslebensraum Moor
- Moosgasse, benannt nach der gleichnamigen Abteilung der Pflanzen
- Möringgasse, -
- Müllendorfer Gasse, benannt nach der burgenländischen Gemeinde Müllendorf
- Muthmannsdorfer Gasse, benannt nach der Ortschaft Muthmannsdorf

## N
- Nestroystraße, benannt nach dem österreichischen Dramatiker Johann Nestroy
- Neubaugasse, -
- Neudörfler Straße, benannt nach der Nachbargemeinde Neudörfl
- Neue-Welt-Gasse, benannt nach der Neuen Welt, einer Senke zwischen der Hohen Wand und den Fischauer Vorbergen
- Neufelder Gasse, benannt nach der Stadt Neufeld an der Leitha
- Neuklostergasse, benannt nach dem Stift Neukloster
- Neuklosterplatz, benannt nach dem Stift Neukloster
- Neunkirchner Straße, benannt nach der Stadt Neunkirchen, aufgrund des schnurgeraden Verlaufs durch den Föhrenwald auch Neunkirchner Allee genannt
- Neurißgasse, -
- Niederländergasse, -
- Niklas-von-Leyden-Gasse, benannt nach dem niederländischen Bildhauer Niclas Gerhaert van Leyden
- Nikolaus-August-Otto-Straße, benannt nach dem Erfinder des nach ihm benannten Ottomotors Nicolaus Otto
- Nittnergasse, benannt nach dem österreichischen Flugpionier Eduard Nittner
- Nungessergasse, benannt nach dem französischen Piloten Charles Nungesser

## O
- Obstgasse, benannt nach dem Obst
- Olof-Palme-Platz, benannt nach dem schwedischen Politiker Olof Palme
- Oskar-Matulla-Gasse, benannt nach dem Wiener Maler Oskar Matulla
- Otto-Stoessl-Gasse, benannt nach dem österreichischen Schriftsteller Otto Stoessl

## P
- Parsevalgasse, benannt nach dem deutschen Luftschiffkonstrukteur August von Parseval
- Partschgasse, benannt nach dem Autohaus Partsch, das auch einige Regionalbuslinien betreibt.
- Paul-Troger-Gasse, benannt nach dem österreichischen Maler Paul Troger
- Pechergasse, -
- Peischinger Gasse, benannt nach der Ortschaft Peisching
- Pernerstorfer Straße, benannt nach dem österr. Politiker und Journalisten Engelbert Pernerstorfer
- Peter-Schuster-Gasse, benannt nach dem Schriftsteller Peter Schuster
- Peter-von-Pusika-Gasse, benannt nach dem Baumeister Peter von Pusika
- Peter-Zumpf-Gasse, mit Gemeinderatbeschluss vom 29. Juni 2005 benannt nach dem Schriftsteller Peter Zumpf
- Petersgasse, nach der ehem. Kirche St. Peter an der Sperr benannt
- Petzoldgasse, -
- Piestinger Weg, benannt nach der Gemeinde Markt Piesting
- Plankengasse, -
- Plätzgasse, -
- Pleyergasse, benannt nach dem ehem. Stadtrichter Johann Paul Pleyer
- Pöckgasse, benannt nach dem ehem. Bürgermeister der Stadt Josef Pöck
- Pognergasse, -
- Polletgasse, -
- Pottendorfer Straße, nach der Marktgemeinde Pottendorf benannt
- Primelgasse, benannt nach der Pflanzengattung der Primeln
- Prochgasse, benannt nach dem österreichischen Komponisten Heinrich Proch
- Prof.-Dr.-Stephan-Koren-Straße, benannt nach dem österreichischen Politiker Stephan Koren
- Promenade, Fußgängerweg durch den Akademiepark und deswegen Promenade genannt
- Puchberger Straße, nach der Gemeinde Puchberg am Schneeberg benannt
- Puchheimgasse, -
- Pulvergasse, -
- Purgleitnergasse, benannt nach dem ehem. Bürgermeister Johann Purgleitner

## R
- Radegundgasse, -
- Raimundgasse, -
- Raugasse, -
- Raxgasse, - benannt nach der Rax
- Rebengasse, -
- Rechte Fischapromenade, -benannt nach ihrer Lage am rechten Ufer der Warmen Fischa
- Rechte Kanalzeile, - benannt nach dem Wiener Neustädter Kanal
- Rennbahngasse, -
- Resselgasse, -
- Reyergasse, -
- Richard-Wagner-Gasse, -
- Richard-Waldemar-Gasse, -
- Richtergasse, -
- Robert-Blum-Gasse, -
- Rosaliagasse, - benannt nach dem Rosaliengebirge
- Roseggergasse, - benannt nach Peter Rosegger
- Rosengasse, - benannt nach der Rose
- Rowischgasse, -
- Rudgergasse, -
- Rudolf-Diesel-Straße, -
- Rudolf-Götz-Gasse, -
- Rudolf-Hawel-Gasse, benannt nach Rudolf Hawel (1860–1923). Wiener Schriftsteller, der seine Kindheit in Wiener Neustadt verbrachte
- Rudolf-Kumbein-Gasse, -

## S
- Sägewerksiedlung, -
- Salzermühlgasse, -
- Samuel-Morse-Straße, - benannt nach dem amerikanischen Erfinder des Schreibtelegrafen Samuel Morse (Morsealphabet)
- Sandgasse, -
- Saubersdorfer Gasse, - benannt nach der nahen Ortschaft Saubersdorf (Gemeinde St. Egyden)
- Schelmergasse, -
- Schenkgasse, -
- Scheuchensteingasse, - benannt nach der kleinen Ortschaft Scheuchenstein (Gemeinde Miesenbach)
- Schilfgasse, -
- Schleiferergasse, -
- Schleiferweg, -
- Schleifmühlgasse, -
- Schlögelgasse, -
- Schlossergasse, -
- Schmiedgasse, -
- Schneeberggasse, - benannt nach dem höchsten Berg Niederösterreichs - dem Schneeberg (Niederösterreich)
- Schnotzendorfer Gasse, -
- Schönthalgasse, -
- Schottergasse, -
- Schrattensteingasse, - benannt nach der Burgruine Schrattenstein
- Schreyergasse, -
- Schulgartengasse, - benannt nach dem daneben liegenden Schulgarten des BG Zehnergasse
- Schulgasse, -
- Schützengasse, -
- Schwarzenseegasse, -
- Schwimmbadgasse, -
- Sebald-Werpacher-Gasse, - benannt nach dem Baumeister Sebald Werpacher
- Sebastianikreuzweg, -
- Semmeringgasse, - benannt nach dem Semmering
- Sibotgasse, -
- Siglgasse, -
- Singergasse, -
- Sonnleitnergasse, -
- Sonnwendgasse, -
- Sparkassengasse, - benannt nach der Wiener Neustädter Sparkasse
- Spenglerweg, -
- Sperberweg, -
- Spitalgasse, - benannt nach dem Landesklinikum Wiener Neustadt
- Stadionstraße, - benannt nach dem hier liegenden Wiener Neustädter Stadion
- Stadlgasse, -
- Stahlgasse, -
- Stampfgasse, -
- Starhemberggasse, - benannt nach der Burgruine Starhemberg
- Steinabrückler Gasse, benannt nach der Nachbarortschaft Steinabrückl
- Steinfeldgasse, benannt nach dem Steinfeld, eine trockene Schotterebene im südlichen Wiener Becken
- Stohanzlgasse, -
- Strauchgasse, -
- Strelzhofgasse, -
- Sudetendeutscher Platz, benannt nach der Volksgruppe der Sudetendeutschen
- Südtiroler Platz, -
- Sunzendorfer Gasse, -
- Suppegasse, -

## T
- Technikerweg, -
- Teichgasse, -
- Theresienfelder Gasse, - benannt nach Theresienfeld
- Tiefe Gasse, -
- Tischlergasse, -
- Tritremmelgasse, -
- Trostgasse, -
- Tulpengasse, - benannt nach den Tulpen

## U
- Ulmengasse, - benannt nach den Ulmen
- Ulschalkgasse, - benannt nach einem der ersten Bewohner der Fischlkolonie
- Ungarfeldgasse, - benannt nach einem Flurnamen
- Ungargasse, - Benannt nach Ungarn, dies ist eine wichtige Ausfallstraße (B53) nach Osten ins Burgenland, das früher zu Ungarn gehörte

## V
- Vereinsgasse, -
- Vidosichgasse, -
- Viktor-Kaplan-Straße, - benannt nach dem Erfinder der gleichnamigen Turbine Viktor Kaplan
- Viktor-Lang-Straße, -
- Volksbadgasse, -

## W
- W.-A.-Mozart-Gasse, benannt nach Wolfgang Amadeus Mozart
- Waisenhausgasse, - benannt nach dem Waisenhaus in dieser Gasse
- Waldegger Gasse, - benannt nach der Ortschaft Waldegg
- Waldgasse, -
- Waldschulgasse, benannt nach der Waldschule
- Wallygasse, -
- Walter-Bilek-Gasse, -
- Walthergasse, -
- Warchalowskigasse, -
- Waßhubergasse, -
- Wassergasse, -
- Wattgasse, -
- Waxriegelgasse, -
- Weidengasse, -
- Weikersdorfer Straße, - benannt nach der Ortschaft Weikersdorf
- Weinhebergasse, -
- Weinwurmgasse, -
- Werftgasse, - benannt nach der Schiffswerft in dieser Gasse (siehe auch Wiener Neustädter Kanal)
- Werkstraße, -
- Werner-Heisenberg-Straße, -
- Wetzsteingasse, -
- Weyprechtgasse, - benannt nach dem Polarforscher Carl Weyprecht (siehe auch Franz-Josef-Land)
- Wielandgasse, -
- Wiener Straße, - benannt nach Wien, führt von Zentrum Richtung Norden, teilweise B17.
- Wiesenbachgasse, -
- Wiesengasse, -
- Wildgansgasse, - benannt nach dem Dichter Anton Wildgans
- Willendorfer Gasse, -  benannt nach der Ortschaft Willendorf
- Winzendorfer Gasse, -  benannt nach der Ortschaft Winzendorf
- Wohlfahrtgasse, -
- Wolfgang-Pauli-Straße, - benannt nach dem Nobelpreisträger Wolfgang Pauli
- Wöllersdorfer Straße, -  benannt nach der Ortschaft Wöllersdorf
- Wopfinger Weg, -  benannt nach der Ortschaft Wopfing

## Z
- Zehnergasse, benannt nach dem 4. Stadtteil Zehnerviertel, welches wiederum nach Wilhelm Zehner benannt ist
- Zehnergürtel, idem
- Zemendorfer Gasse, benannt nach der burgenländischen Gemeinde Zemendorf
- Ziehrergasse, benannt nach dem österreichischen Musiker Carl Michael Ziehrer
- Zillingdorfer Gasse, benannt nach der Gemeinde Zillingdorf
- Zillingdorfer Weg, idem
- Zimmermannweg, benannt nach dem gleichnamigen Beruf
- Zulingergasse, -
- Zwerggasse, -
- Zwischenweg, -